# Museu d'Art i d'Història de Ginebra
El Museu d'Art i d'Història (nom original en francès, Musée d'art et d'histoire, MAH) és un museu suís situat a Ginebra, al barri de Tranchées.
Forma part dels vuit llocs que constitueixen un dels més importants conjunts museístics de Suïssa. És un dels dos museus suïssos que posseeix un laboratori de recerca.
Juntament amb el Museu de Belles Arts de Basilea i la Kunsthaus de Zúric, posseeix una de les principals col·leccions suïsses d'art des del renaixement fins als nostres dies. Entre els seus més de 6.000 quadres figura un important conjunt consagrat als pintors suïssos Jean-Étienne Liotard, Ferdinand Hodler i Félix Valloton, i també del francès Jean-Baptiste Camille Corot.

## Edifici
El museu està situat a les portes de la ciutat vella, més precisament sobre l'emplaçament de les casamates que formaven part de l'antic sistema de fortificacions de la ciutat. Ocupa una parcel·la de 60 metres de costat i comprèn quatre ales centrades en un pati interior.
Escultures de Paul Amlehn adornen el seu frontó i els angles de la façana principal. Al centre, una al·legoria de les arts mostra la Fama bufant per la seva trompeta per sobre de les personificacions de la pintura, l'escultura, el dibuix i l'arquitectura. A l'esquerra es pot veure una al·legoria de l'arqueologia amb nens aixecant un vel que recobreix un bust antic i un altre nen il·luminant la torxa del coneixement. A la dreta, una al·legoria de les arts aplicades mostra als nens que treballen en la construcció d'una florer i tocant un òrgan. D'altra banda, les inscripcions recorden el nom de famosos artistes ginebrins: Jean Dassier Auguste Baud-Bovy, Jean-Pierre Saint-Ours, Jacques-Laurent Agasse Rodolphe Töpffer, Jean-Étienne Liotard Alexandre Calame François Diday Barthélemy Menn, Jean Petitot, Jacques-Antoine Arlaud i James Pradier.

## Història
La idea d'un museu destinat a conservar les col·leccions disseminades per diversos llocs de la ciutat va sorgir en ocasió del llegat del duc de Brunswick, el 1873. Si bé nova ser fins al 1900 quan el Consell municipal llança un concurs d'arquitectura que va guanyar l'arquitecte Marc Camoletti. En aquest context, Charles Galland, un agent de canvi sense descendència directa, va llegar al municipi 8,5 milions de francs a condició que li donessin el seu nom a un carrer. Finalment, el 18 d'abril de 1902, el Consell municipal va obrir per unanimitat un crèdit de tres milions de francs presos sobre la successió de Galland. La construcció va començar el 20 de gener de 1903 i es va acabar el 17 de desembre de 1909, l'edifici va ser inaugurat oficialment el 15 d'octubre de 1910.
Va reunir originalment la totalitat de les col·leccions. Posteriorment, algunes d'elles es van instal·lar en altres llocs i el museu conserva les col·leccions d'arqueologia, de pintura i d'escultura així com una part de les arts aplicades. Es va convertir al centre d'un conjunt museístic reagrupant:
- el Gabinet de làmines
- el Musée de l'Ariana
- el Musée Rath
- la Maison Tavel
- la Biblioteca d'art i d'arqueologia
- el Centre d'iconografia ginebrina
- el Musée de l'horlogerie et de l'émaillerie

El 1998, es va fer un concurs per a la seva renovació i extensió guanyat per Jean Nouvel que va oferir 3.800 metres quadrats més en tres etapes. S'ha constituït una fundació privada amb la finalitat de recol·lectar fons privats destinats a finançar la meitat del cost del projecte estimat en 80 milions de francs suïssos.